# أولاد الحلال (مسلسل)
أولاد الحلال مسلسل تلفزيوني جزائري عرض في رمضان 1440 هـ (2019) على قناة الشروق+ مباشرة بعد الإفطار. لقى المسلسل متابعة واهتماما كبيرين من الجزائريين وبعض الدول العربية رغم استعمال اللهجة الجزائرية.
أولاد الحلال هو مسلسل درامي من 28 حلقة تدور أحداثه في حي الدرب الشعبي في مدينة وهران الجزائرية. تميز المسلسل بمعالجة قضايا المجتمع خاصة تلك التي تمس الطبقات الفقيرة.

## الممثلون
شارك في المسلسل مجموعة من الفنانين الجزائريين والمغربيين والتونسيين،

### البطولة
- عبد القادر جريو بدور مرزاق
- يوسف سحيري بدور زينو
- مليكة بلباي
- فضيلة هشماوي
- سهيلة معلم
- هيفاء رحيم
- مريم عمير
- مصطفى لعريبي
- إيمان نوال
- أمين بابيلون

### ضيوف الشرف
الممثلان المغربيان : سعيد باي - فاتي جمالي 
- مريم تكوشت
- جمال بارك
- رضا سيتي 16
- ياسمين عماري
- أحمد بن عيسى

## ردود الأفعال
بمقابل الاستحسان الذي لقيته الحلقات الأولى من المسلسل، علت بعض الأصوات الداعية لتوقيف بث المسلسل بحجة إساءته لسمعة سكان مدينة وهران. واعتبار هذا العمل حلقة جديدة في سلسلة أعمال فنية لا تظهر سوى الفساد الأخلاقي والانحلال الاجتماعي للوهرانيين (كان من ضمنها فيلم الوهراني مسلسل عتيقة).